# Coenzima F420 idrogenasi
La coenzima F420 idrogenasi è un enzima appartenente alla classe delle ossidoreduttasi, che catalizza la seguente reazione:
H2 + coenzima F420 ⇄ coenzima F420 ridotto
Si tratta di una flavoproteina (FAD) contenente centri ferro-zolfo e nichel. In alcuni organismi, l'enzima può contenere anche selenocisteina. L'enzima è anche in grado di ridurre l'analogo riboflavinico di F420 oltre a flavine e metilviologeno, ma in modo meno efficiente.